# Académie navale de Mürwik

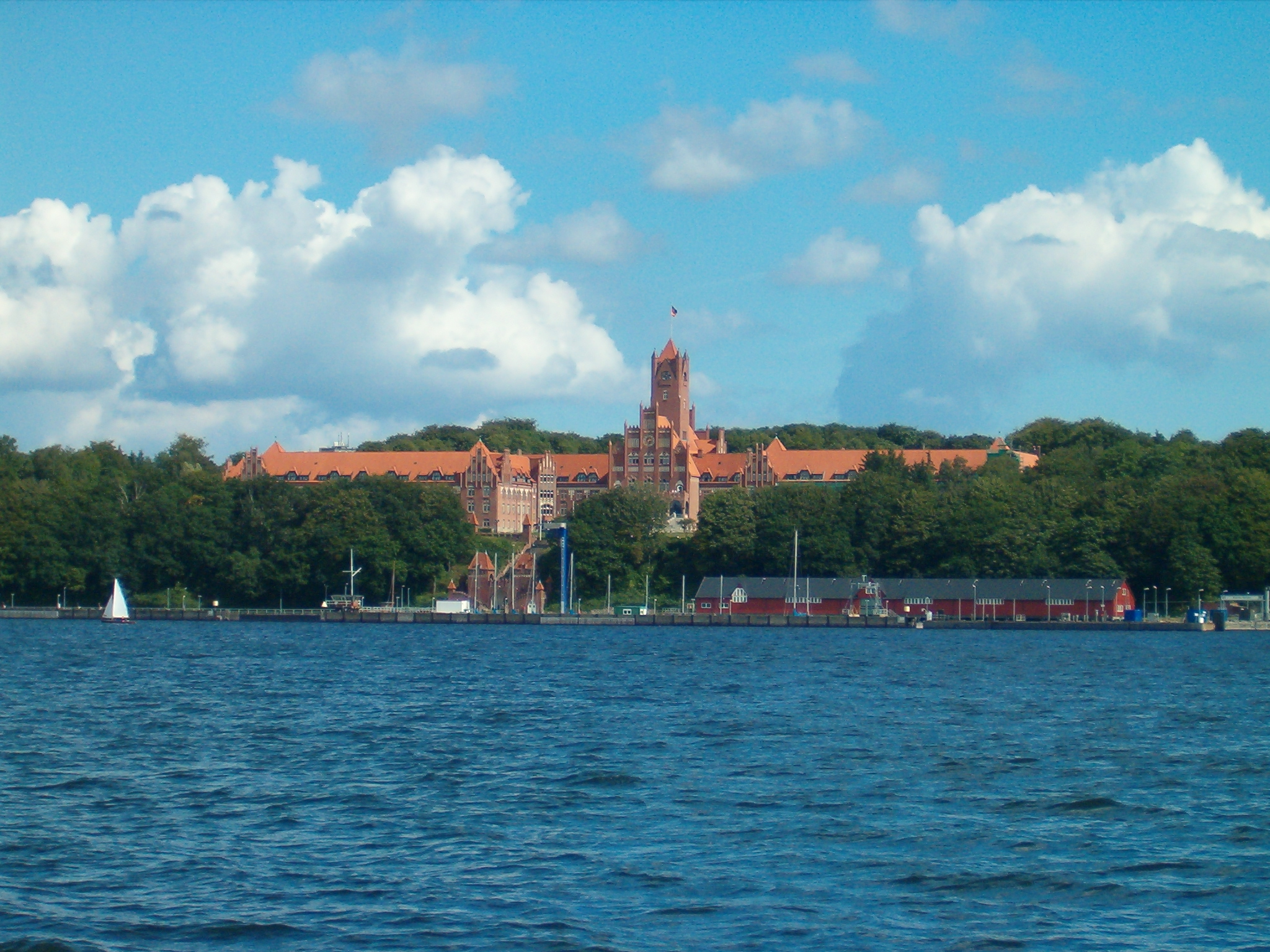
L'école vue depuis le fjord de Flensbourg.

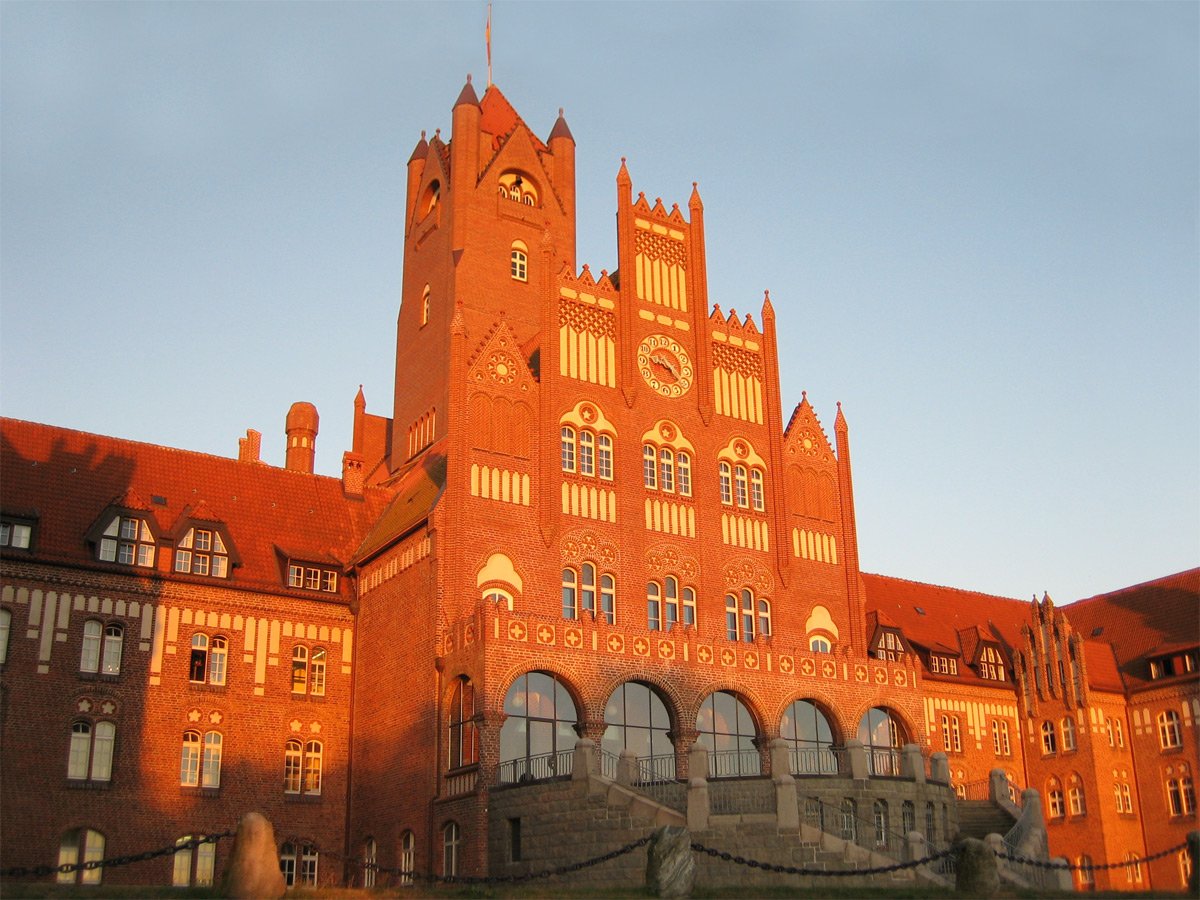
Bâtiment de l'école.

Pour les articles homonymes, voir Académie navale.
L'Académie navale de Mürwik (en allemand Marineschule Mürwik ou Marienschule Mürwik), située dans le quartier de Mürwik à Flensbourg, est depuis 1910 le centre de formation des officiers de la marine allemande. Long de 200 mètres et avec sa tour haute d'environ 60 mètres, le bâtiment de briques rouges domine le fjord de Flensbourg.
Le Gorch Fock II appartient à l'Académie navale de Mürwik. On trouve sur le site de l'école un musée de l'histoire de la marine de 1848 à nos jours.

## Historique
L'Académie navale de Mürwik a été commencée en 1907 sur ordre de l'empereur Guillaume II d'Allemagne et a ouvert ses portes en 1910. Elle a formé les officiers de la Kaiserliche Marine (1871-1918), de la Reichsmarine (1919-1935), de la Kriegsmarine (1935-1945), de la Bundesmarine (1956-1995). Elle forme ceux de la Deutsche Marine depuis 1995.
L'école a abrité du 3 au 23 mai 1945 le gouvernement provisoire du Reich, dit gouvernement de Flensbourg, jusqu'à sa dissolution par les Alliés.